# Puchar Narodów Afryki 2025 (kwalifikacje)/Grupa G
Grupa G jest jedną z dwunastu grup eliminacji do turnieju o Puchar Narodów Afryki 2025. Składa się z czterech wymienionych niżej reprezentacji:
- Wybrzeże Kości Słoniowej
- Zambia
- Sierra Leone
- Czad

## Tabela
| Lp. | Drużyna                      | M | Z | R | P | B+ | B- | +/– | Pkt | Kwalifikacja      |
| --- | ---------------------------- | - | - | - | - | -- | -- | --- | --- | ----------------- |
| 1   | Zambia (A)                   | 6 | 4 | 1 | 1 | 7  | 4  | +3  | 13  | Awans na PNA 2025 |
| 2   | Wybrzeże Kości Słoniowej (A) | 6 | 4 | 0 | 2 | 12 | 3  | +9  | 12  | Awans na PNA 2025 |
| 3   | Sierra Leone (E)             | 6 | 1 | 2 | 3 | 5  | 10 | −5  | 5   |                   |
| 4   | Czad (E)                     | 6 | 0 | 3 | 3 | 1  | 8  | −7  | 3   |                   |

|                          | Wybrzeże Kości Słoniowej | Zambia | Sierra Leone | Czad |
| ------------------------ | ------------------------ | ------ | ------------ | ---- |
| Wybrzeże Kości Słoniowej | X                        | 2:0    | 4:1          | 4:0  |
| Zambia                   | 1:0                      | X      | 3:2          | 0:0  |
| Sierra Leone             | 1:0                      | 0:2    | X            | 0:0  |
| Czad                     | 0:2                      | 0:1    | 1:1          | X    |

## Mecze

### Kolejka 1
| 6 września 2024 18:00 CEST | Sierra Leone | 0:0(0:0)Raport | Czad | Samuel Kanyon Doe Sports Complex, Monrovia (Liberia) Sędzia: George Gatogato |
|                            |              |                |      |                                                                              |

| 6 września 2024 21:00 CEST | Wybrzeże Kości Słoniowej · Krasso 73', 84' | 2:0(0:0)Raport | Zambia | Stade Bouaké, Bouaké Sędzia: Mustapha Ghorbal |
|                            |                                            |                |        |                                               |

### Kolejka 2
| 9 września 2024 15:00 CEST | Zambia · K. Musonda 28' · Kampamba 70' · Kangwa 85' | 3:2(1:1)Raport | Sierra Leone · 33' Kargbo · 73' Mustapha | Levy Mwanawasa Stadium, Ndola Sędzia: Aklesso Gnama |
|                            |                                                     |                |                                          |                                                     |

| 10 września 2024 21:00 CEST | Czad | 0:2(0:1)Raport | Wybrzeże Kości Słoniowej · 45+1' Krasso · 55' Diakité | Stade Ahmadou Ahidjo, Jaunde (Kamerun) Sędzia: Tsegay Mogos Teklu |
|                             |      |                |                                                       |                                                                   |

### Kolejka 3
| 11 października 2024 15:00 CEST | Zambia | 0:0(0:0)Raport | Czad | Levy Mwanawasa Stadium, Ndola Sędzia: Mahmoud El Banna |
|                                 |        |                |      |                                                        |

| 11 października 2024 21:00 CEST | Wybrzeże Kości Słoniowej · Pépé 3' · Kessié 51', 76' (k) · Diakité 87' (k) | 4:1(1:1)Raport | Sierra Leone · 43' Koroma | Laurent Pokou Stadium, San Pédro Sędzia: Abongile Tom |
|                                 |                                                                            |                |                           |                                                       |

### Kolejka 4
| 15 października 2024 15:00 CEST | Czad | 0:1(0:0)Raport | Zambia · 70' Musonda | Stade Ahmadou Ahidjo, Jaunde (Kamerun) Sędzia: Peter Waweru |
|                                 |      |                |                      |                                                             |

| 15 października 2024 18:00 CEST | Sierra Leone · Bakayoko 85' | 1:0(0:0)Raport | Wybrzeże Kości Słoniowej | Samuel Kanyon Doe Sports Complex, Monrovia (Liberia) Widzów: 7 408 Sędzia: Jeannot Franck Bito |
|                                 |                             |                |                          |                                                                                                |

### Kolejka 5
| 13 listopada 2024 20:00 CET | Czad · Thiam 34' (k) | 1:1(1:1)Raport | Sierra Leone · 29' Dumbuya | Stade National de la Côte d’Ivoire, Abidżan (Wybrzeże Kości Słoniowej) Sędzia: Jean Ouattara |
|                             |                      |                |                            |                                                                                              |

| 15 listopada 2024 17:00 CET | Zambia · Musonda 43' | 1:0(1:0)Raport | Wybrzeże Kości Słoniowej | Levy Mwanawasa Stadium, Ndola Widzów: 49 800 Sędzia: Omar Artan |
|                             |                      |                |                          |                                                                 |

### Kolejka 6
| 19 listopada 2024 17:00 CET | Sierra Leone | 0:2(0:0)Raport | Zambia · 54' Banda · 71' Musonda | Samuel Kanyon Doe Sports Complex, Monrovia (Liberia) Sędzia: Yannick Malala |
|                             |              |                |                                  |                                                                             |

| 19 listopada 2024 17:00 CET | Wybrzeże Kości Słoniowej · Bayo 25' · Adingra 37' · Agbadou 77' · Diakité 90+3' | 4:0(2:0)Raport | Czad | Stade Félix Houphouët-Boigny, Abidżan Widzów: 32 400 Sędzia: Sadok Selmi |
|                             |                                                                                 |                |      |                                                                          |

## Strzelcy

### 4 gole
- Kennedy Musonda

### 3 gole
- Oumar Diakité
- Jean-Philippe Krasso

### 2 gole
- Franck Kessié

### 1 gol
- Mahamat Thiam
- Amadou Bakayoko
- Abu Dumbuya
- Augustus Kargbo
- Alhassan Koroma
- Hindolo Mustapha
- Simon Adingra
- Emmanuel Agbadou
- Vakoun Issouf Bayo
- Nicolas Pépé
- Emmanuel Banda
- Kelvin Kampamba
- Kings Kangwa